# Petre Constantinescu (pilot)
Petre Constantinescu (n.  ?) a fost un pilot român de aviație, as al Aviației Române din cel de-al Doilea Război Mondial.
Căpitanul av. Petre Constantinescu a fost decorat cu Ordinul Virtutea Aeronautică cu spade, clasa Crucea de Aur cu o baretă (6 octombrie 1944).

## Decorații
- Ordinul „Virtutea Aeronautică” cu spade, clasa Crucea de Aur cu 1 baretă (6 octombrie 1944)[1]